# Rubus clivicola
Rubus clivicola là loài thực vật có hoa trong họ Hoa hồng. Loài này được E. Walker miêu tả khoa học đầu tiên năm 1942.